# Barnimie (gmina)
Barnimie – dawna gmina wiejska istniejąca w latach 1945–1954 w woj. szczecińskim (dzisiejsze woj. zachodniopomorskie). Siedzibą władz gminy była wieś Barnimie.
Gmina Barnimie powstała po II wojnie światowej na terenie tzw. Ziem Odzyskanych (tzw. III okręg administracyjny – Pomorze Zachodnie). 28 czerwca 1946 gmina – jako jednostka administracyjna powiatu choszczeńskiego – weszła w skład nowo utworzonego woj. szczecińskiego.
Według stanu z 1 lipca 1952 gmina składała się z 7 gromad: Barnimie, Dominikowo, Konotop, Niemieńsko, Płociczno, Studnica i Zatom. Wschodnia część gminy Barnimie (w okolicy Nowej Studnicy) stanowiła specyficzny wąski, długi klin województwa szczecińskiego (powstały z powodu przebiegu kolei wąskotorowej Dąbrowa–Krępa Krajeńska, łączącej poszczególne miejscowości gormady Studnica), wdzierający się w głąb województwa koszalińskiego na długości około 12 km. Został on zlikwidowany w 1954 roku po włączeniu większości gromady Studnica do województwa koszalińskiego. Rozebranie kolei w latach 1950. spowodował brak uzasadnienia utrzymywania śródleśnych miejscowości położonych wzdłuż torów w jednej gromadzie, bez alternatywnych dogodnych połączeń drogowych.
Gmina została zniesiona 29 września 1954 wraz z reformą wprowadzającą gromady w miejsce gmin. Jednostki nie przywrócono 1 stycznia 1973 wraz z kolejną reformą reaktywującą gminy, a jej dawny obszar wszedł głównie w skład nowych gmin Drawno, Ińsko i Tuczno.